# Hylands Park
A Hylands Park az Egyesült Királyságban, Essex megye megyeszékhelye, Chelmsford mellett található. Területe 574 acre (angol hold).
Jelenleg a park a város lakóinak nyújt kikapcsolódási és sportolási lehetőséget, gyakran pedig fesztiváloknak és rendezvényeknek ad helyet.
2007-ben adott helyet a 21. Cserkész Világdzsemborinak, melynek több mint 40 000 fiatal résztvevője volt.
A park használatáról Chelmsford Városi Tanácsa dönt.

## A Ház
A parkban található egy ház, melyet a helyiek egyszerűen Hyland House néven említenek. A házat 1730 körül Sir John Comyns építette.
Különböző tulajdonosai az évek alatt kibővítették a házat a kelet és nyugati szárnnyal, egy oszlopsorral és fehér stukkóval burkolták le, amely így neoklasszikus stílusban látható ma.
Utolsó birtokosa, Mrs. Hanbury 1962-ben halt meg, így a ház üresen maradt és sok kárt szenvedett tűzvészben és a vandalizmusnak köszönhetően. Chelmsford Városi Tanácsa 1966-ban megvásárolta a parkot és a hozzá tartozó Hylands House-t is, majd 1986-ban elkezdte a felújítási programját.
Sok munkafolyamat után a látogatók bejárhatják a szobákat teljesen helyreállított és újra régi formájukban.